# Большая Прага

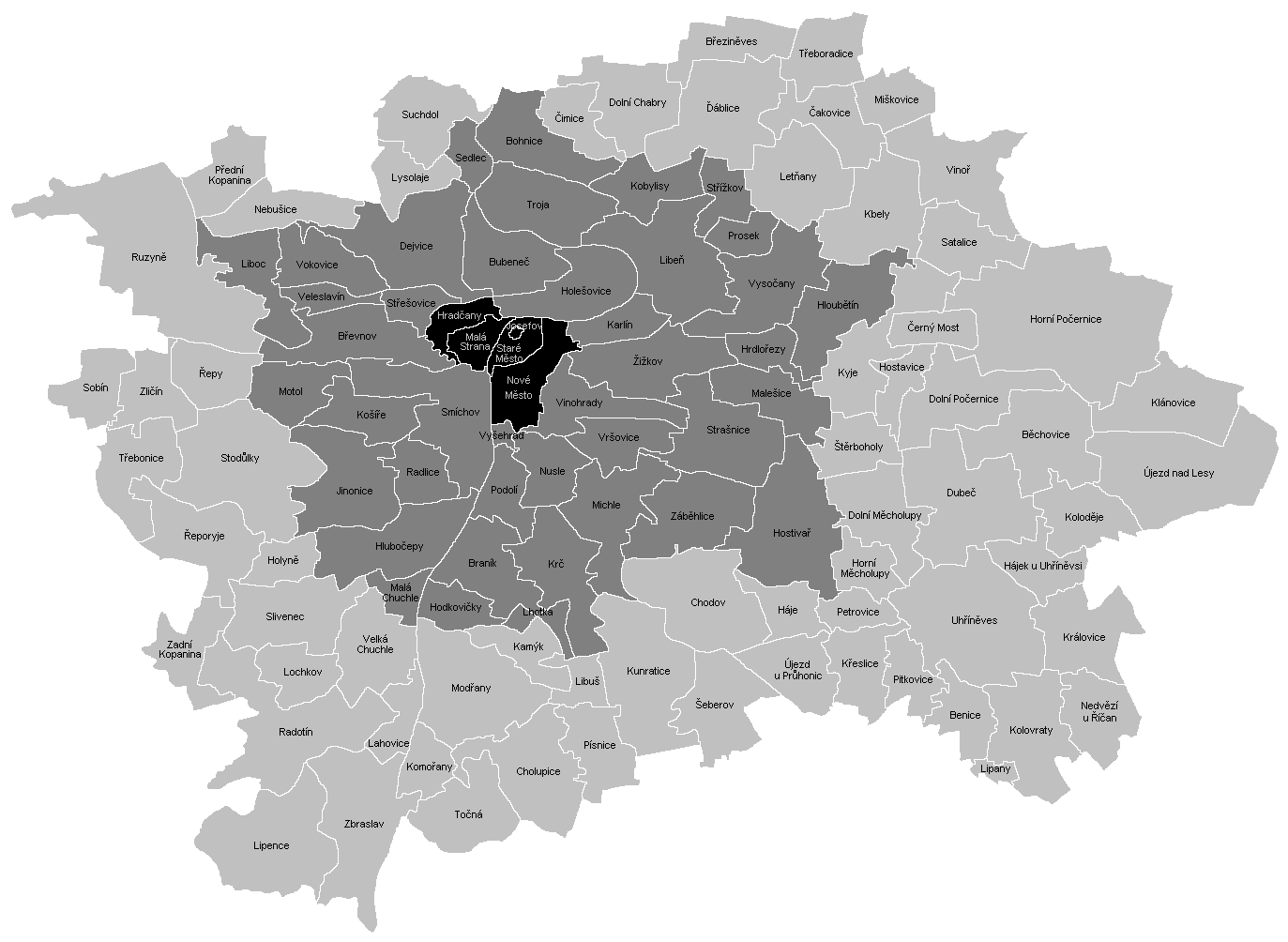
Приблизительные размеры королевской столицы Праги в 1850 году (чёрный цвет) и Большой Праги после 1922 года (тёмно-серый) согласно кадастровым территориям сегодняшней столицы Праги (светло-серый)

Больша́я Пра́га (чеш. Velká Praha) — проект фундаментального административного расширения территории Праги, реализованный во времена Первой республики в 1922 году.
Прага как город была административно образована только в 1784 году в результате слияния четырёх исторических городов (Старого города Праги, Малой-Страны, Градчан и Нового города Праги) в так называемую королевскую столицу Прагу. В XIX веке вокруг королевской Праги наблюдалось быстрое развитие пригородных поселений, но различные попытки расширить город привели лишь к присоединению нескольких кварталов в период с 1850 по 1901 год. Намерение объединить всю агломерацию в одну административную единицу было реализовано 1 января 1922 года законом «о создании Большой Праги» и другими последующими законами № 114–117 от 6 февраля 1920 года.

## Ранняя история расширения черты города
Расширение Праги за счет пригородов (тогда Карлина и Смихова) стало целью, принятым в 1849 году, в Пражском муниципальном кодексе. Однако оба населённых пункта отказывались это обсуждать. Вышеград подал добровольную заявку на вступление, поначалу она оказалась безуспешной. В 1850 году город расширился только на еврейский квартал Йозефов.
Очередной раунд переговоров о присоединении были инициированы Краловскими Виноградами, Смиховым, Карлином, Жижковым и Голешовице-Бубными в восьмидесятых годах XIX века, когда у этих населённых пунктах появилась необходимость в инфраструктуре, а именно провести воду и газ. Однако различное налоговое бремя и страх потерять влияние на принятие решений оказалось проблемой, поэтому Краловские Винограды построили собственные гидротехнические сооружения, и поэтому только Вышеград (в 1883 году) и Голешовице-Бубны (в 1884 году) были присоединены к городу.
Определенное представление о том, как могла бы выглядеть будущая «Большая Прага», определил закон 1886 года, устанавливавший для Праги и некоторых её пригородов особый строительный кодекс, отличный от строительных норм, действующих на остальной территории Богемии. Таким образом, закон распространялся на королевскую столицу Прагу, города Карлин, Смихов, Краловские Винограды и Жижков, а также населённые пункты Коширже, Стршешовице, Бржевнов, Дейвице, Бубенеч, Либень, Троя, Вршовице, Нусле, Михле и Подоли.
В последующие годы, интерес проявили Дейвице и Коширже, однако присоединение этих населённых пунктов не представлялось возможным, поскольку бы тогда эти части города стали бы анклавами. В 1897 году Прага снова пригласила на переговоры представителей Карлина, Жижкова, Королевских Виноградов и Смихова. Они сформировали коалицию и потребовали сохранения автономии в пределах Праги, сохранения размера арендной платы и продовольственного налога, и отказались от предложений о присоединии населённых пунктов, не прилегающих к Праге. Прага отказалась от выдвинутых условий, и поэтому в 1901 году к городу была присоеиднена только Либень. Закон № 48 Sb. от 16 августа 1899 года учредил особое объединение городов Праги, Карлина, Смихова, Краловских Виноградов и Жижкова, целью объединение стало создание, обслуживание и управление совместной водоочистной станцией.
В начале XX века вновь начались переговоры с городами Смихов, Жижков и Нусле (статус города был присвоен в 1898 году). В период с 1907 по 1908 год городской совет Праги одобрил проект присоединения 6 муниципалитетов к городу. Проект закона был передан на одобрение в Чешское земельное собрание, но его работа была парализована из-за конфликта между чешскими и немецкими депутатами. В период с 1910 по 1914 годы присоединение блокировали сами города, а начало Первой мировой войны прекратило переговоры по присоединению. После распада Австро-Венгерской империи и создания Чехословацкой Республики, неуспех переговоров о присоединении стали приписывать имперскому правительству в Вене.
| Год  | Прага   | Карлин | Краловске Винограды | Смихов | Жижков |
| ---- | ------- | ------ | ------------------- | ------ | ------ |
| 1880 | 162 323 | 17 250 | 14 831              | 24 984 | 21 212 |
| 1890 | 182 530 | 19 540 | 34 531              | 32 646 | 41 236 |
| 1900 | 201 589 | 21 555 | 52 504              | 47 135 | 59 326 |
| 1910 | 223 741 | 24 230 | 77 120              | 51 791 | 72 173 |

## Создание Большой Праги
В 1918–1919 годах возник общий консенсус о необходимости расширения Праги, которая из столицы Чешского Королевства в составе империи, стала столицей независимого Чехословацкого государства. Законопроект был представлен революционному Национальному собранию уже в ноябре 1918 года. В ходе обсуждения законопроекта, список муниципалитетов, к которым он должен был применяться, был значительно расширен за счёт регулирующего органа муниципального строительного управления и интереса других муниципалитетов. Однако тогда Штербоголи, Мехолупы и Стодулки были вычеркнуты из списка.
Столичный город Прага (так называемая «Большая Прага») был официально создан 1 января 1922 года, на основании вступившего в силу закона №114/1920 собрания законов, а также постановлений правительства. К Праге было присоединено 37 населённых пунктов и поселений. Итого было присоединено:
- 8 муниципалитетов «Карлинского» района: Богнице, Глоубетин, Карлин, Кобылисы, Просек, Стржижков, Троя, Высочаны (постановление правительства №459/1921);
- 14 муниципалитетов «Смиховского» района: Бржевнов, Глубочепы, Йинонице, Либоц, Мотол, Радлице, Седлец, Велеславин, Воковице;
- 10 муниципалитетов «Краловского Виноградского» района: Браник, Годковички, Гостиварж (без поселений Миличов и Гае), Крч, Михле, Нусле, Подоли, Вршовице, Винограды, Забеглице (одновременно с этим прекратил существование Виноградский район, нас. пункты Ходов, Шеберов и Гае были переведены в Ричанский район, а Кунратице перевели в Збраславский район);
- 4 муниципалитета «Жижковского» района: Грдлоржезы, Малешице, Страшнице и Жижков (одновременно с этим прекратил существование Жижковский район, нас. пункт Штербоголи передали в Ричанский район);
- 2 части населённых пунктов «Збраславского района»: поселение Мала Хухле (из населённого пункта Велка Хухле), частично Модржаны под названием Затиши.

После создания Большой Праги, в ней проживало 676 000 жителей на площади 17 164 га (171,64 км²). Законы №115–117/1920 разрешили проблемы местного самоуправления. Городом стало управлять центральное городское собрание и городской совет, предыдущие муниципальные и поселковые советы были переименованы в местные комитеты, муниципальные советы - в местные советы, а муниципальные мэры - в местные мэры. Правительственные постановления №457–459/1921, скорректировали государственное управление Праги (создание Магистрата), уточнили границы муниципалитетов, разделённых путем создания Большой Праги (Модржаны, Велка Хухле и Гостиварж), учредили город Гае и завершили включение не присоединённых населённых пунктов в соседние районы.
Правительственное постановление №7/1923 вступившее в силу 17 января 1923 года разделило Прагу на 13 административных округов, которые обозначались римскими цифрами (I - XIX). Прага I - VII образовывали единый округ, при этом на улицах сохранилась изначальная система разметки для ориентирования. Прага VIII была расширена, остальные округа были новыми. Это разделение применялось только в целях выборов и местного самоуправления. Столицей Прагой управлял городской совет, округами - окружные советы. 
К существующим кварталам и округам королевской столицы Праги (Прага I – Старе-Место, Прага II – Нове-Место, Прага III – Мала Страна, Прага IV – Градчаны, Прага V – Йозефов, Прага VI – Вышеград, Прага VII – Голешовице, Бубны, Прага VIII – Либень) в 1922 году было добавлено еще 37 городов и деревень, а в следующем году они были разделены на районы следующим образом: к Праге VIII были добавлены – Бохнице, Кобылисы, Стржижков, Троя, Прага IX – Просек, Глоубетин, Высочаны, Прага X – Карлин, Прага XI – Грдлорезы, Малешице, Жижков, Прага XII – Королевские Винограды, Прага XIII – Вршовице, Прага XIV – Михле, Нусле, Крч, Прага XV – Браник, Ходковички, Подоли, Прага XVI – Глубокепы, Малая Церковь, Радлице, Смихов, Прага XVII – Коширже, Мотол, Йинонице, Прага XVIII – Бржевнов, Стршешовице, Дольни Либоц, Прага XIX – Бубенеч, Дейвице, Седлец, Велеславин, Воковице.

## Изменения после 1923 года
После Второй мировой войны, постановлением правительства №45/1945 от 7 августа 1945 года, менялась система местного самоуправления, были введены местные национальные комитеты вместо районных советов и Центральный национальный комитет вместо городских советов.
С 1947 года постановлением правительства № 187/1947 от 21 октября 1946 года был создан новый округ Прага XX, путём отделения от бывшего округа Праги XIII, в который входили Старе Страшнице, Гостиварж и Заградни Место (часть Забеглиц). Местные национальные комитеты ненадолго вернулись к названию окружных советов.
С 1949 года территория Праги была разделена согласно постановлению правительства №79/1949 на 16 округов, границы которых уже отошли от границ существующих районов (кадастровых территорий) и которые возглавлялись районными национальными комитетами.
В 1960 году в рамках административно-территориальной реформы в ЧССР, в Праге были введены 10 округов, которые являлись территориальными, административными и самоуправляющимися единицами. Столица Прага получила статус края, округа – статус районов. В то же время были присоединены деревни Чимице (к Праге 8) и Рузине (к Праге 6).
Муниципалитеты, присоединенные к Праге в 1968, 1970 и 1974 годах, были включены в состав прилегающих округов, но при этом сохранили свои местные национальные комитеты. В 1998–2002 годах система самоуправления постепенно трансформировалась, в результате чего было создано 57 самоуправляющихся муниципальных районов и 22 административных округов. Первоначальные 10 округов действительны только как судебные округа и для некоторых второстепенных целей, например, для обозначения зданий или организации почтовых отделений, технических и административных организаций и тому подобного.